# Desert-tropicals
Desert-Tropicals.com — онлайнова база даних, присвячена рослинам тропічних та пустельних поясів.

## Історія
Засновником сайту є Філіп Фокон, французький науковець, котрий започаткував проєкт у грудні 1998 року. До кінця 1999 року було описано приблизно 1000 видів, до 2000—2200, кількість відвідувачів сягнула 14000.
Проєкт позиціонує себе як неприбутковий та вільний, але за невелику плату можна купити CD-диск з базою даних, підтримавши таким чином проєкт.